# Freie Oberfläche (Strömungslehre)
Freie Oberfläche (engl. free surface) bezeichnet in der Numerischen Strömungsmechanik bzw. der Strömungslehre die Grenzfläche zwischen einem Gas und einer Flüssigkeit.
Der Grund für die Kennzeichnung mit dem Begriff „frei“ ist der große Dichteunterschied zwischen dem Gas und der Flüssigkeit (das Dichteverhältnis von Wasser zu Luft ist 1000). Die niedrige Dichte des Gases führt dazu, dass seine Massenträgheitskraft im Vergleich mit derjenigen der Flüssigkeit im Allgemeinen ignoriert werden kann, dass also die Flüssigkeitsbewegung „unabhängig“ oder „frei“ ist von der Massenträgheitskraft des Gases.
Es gibt zahlreiche numerische Berechnungsmethoden, um freie Oberfläche zu berechnen:
- Marker-and-Cell-/MAC-Methode nach Harlow und Welch (älteste Berechnungsmethode, 1965 publiziert)
- Volume-of-Fluid-/VOF-Methode, publiziert von Nichols und Hirt
- Arbitrary Lagrangian Eulerian-/ALE-Methode.